# Michał Kleofas Ogiński

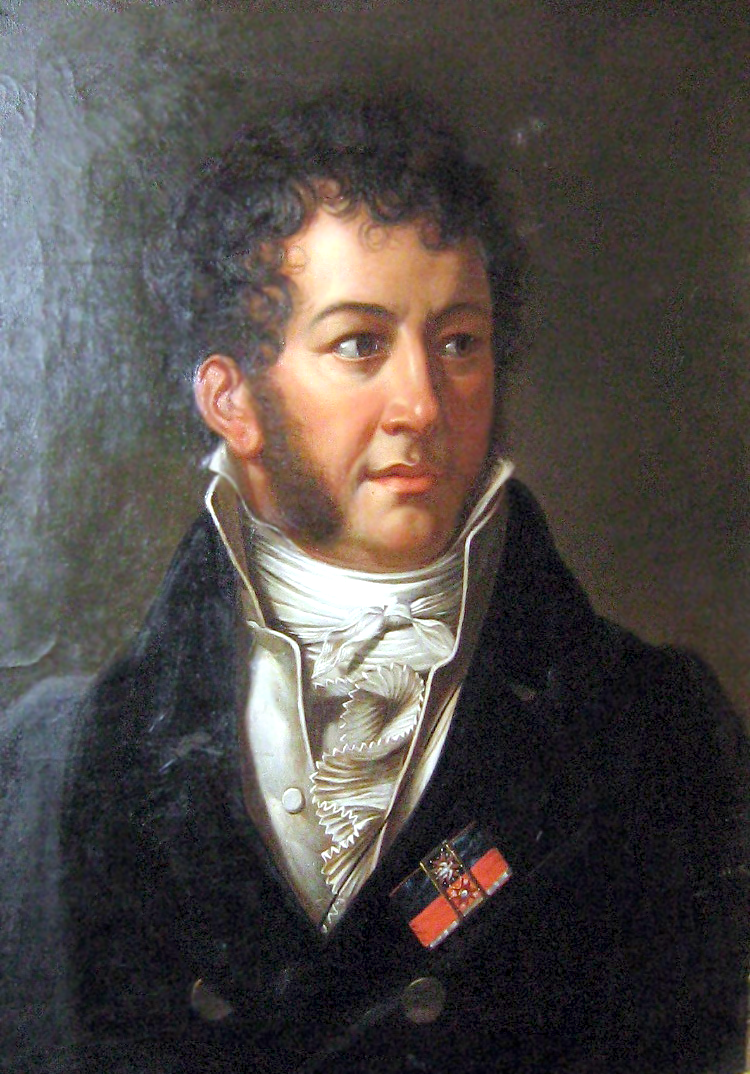
Michał Kleofas Ogiński

Michał Kleofas Ogiński, né à Guzów (Pologne) le 7 octobre 1765 et mort à Florence (Italie)  le 10 octobre 1833  est un homme d'État polonais, également connu comme compositeur, notamment pour ses 23 polonaises dont les célèbres Adieux à la patrie. Il appartenait à l'une des plus grandes et des plus puissantes familles de magnats de l'ancienne Pologne.

## Biographie
Sa mère, Paula Szembek, deux fois veuve, épouse en troisièmes noces Andrzej Ogiński, un magnat lituanien et staroste de Troki. Leur fils Michał naît dans l'immense domaine de Guzów en Masovie. Il est le petit demi-frère de Feliks Łubieński et de Antoni Protazy Potocki (en). Il reçoit une éducation classique et s'éprend de la musique lors d'une visite chez son oncle, Michał Kazimierz Ogiński, qui possède un théâtre connu pour ses opéras et ballets. Il étudie la musique chez Józef Kozłowski et prend des cours de violon avec Giovanni Battista Viotti et Pierre Baillot.

### Le politique
À vingt ans, il entre dans la diplomatie polonaise. Conseiller du roi de Pologne Stanislas Auguste Poniatowski pendant la période de la Grande Diète (1788-1792), il occupe à partir de 1790 des postes diplomatiques, au Royaume-Uni, aux Pays-Bas, en France, en Turquie. En 1794, il participe à l'insurrection de Kościuszko et s'exile après la défaite qui entraîne le dernier partage de la Pologne en 1795. il s'installe en France. Il se rend chez Napoléon pour plaider la restitution de l'Etat polonais.
Il approuve d'abord la création par Napoléon du Duché de Varsovie en 1807, puis déçu, part en 1810 à Wilno pour y rejoindre le prince Adam Czartoryski, partisan de l'alliance avec le tsar Alexandre. Ogiński est alors nommé membre du Sénat de l'Empire russe et Sous-Trésorier du Grand-duché de Lituanie. De nouveau déçu, cette fois par l'action du tsar, il s'exile en 1815 et abandonne la vie politique. 
Il choisit de vivre la fin de sa vie à Florence. Son magnifique monument funéraire se trouve à la basilique Santa Croce à côté des plus grands génies d'Italie : Dante, Michel-Ange, Alfieri, Machiavelli, Rossini.

### Le musicien
Ogiński joue du violon, du clavicorde et de la balalaika.
Dans les années 1790, il compose des chansons et marches militaires populaires auprès des insurgés de 1794. Selon certains historiens de la musique, Ogiński serait l'auteur du chant aujourd'hui connu sous le nom de Mazurka de Dombrowski, à l'origine Chant des Légions polonaises en Italie, créé peu après la troisième partage de la Pologne (1795) et devenu l'hymne national polonais en 1927 (son premier vers est  Jeszcze Polska nie zginęła, « La Pologne n'a pas encore péri »).
Il a composé un grand nombre de pièces pour piano : polonaises, marches, romances, mazurkas, valses. Il est également auteur d'un opéra en un acte Zélis et Valcour ou Bonaparte au Caire, dédié à Napoléon. 
Comme écrivain il a laissé de remarquables Mémoires de Michel Ogiński sur la Pologne et les Polonais depuis 1788 jusqu'à la fin de 1815 publiés à Paris en 1826/1827 (4 vol.) ainsi que des Lettres sur la musique adressées par M. le comte Ogiński à un de ses amis de Florence dont la traduction en polonais est parue en 1956.
Le jeune Chopin s'inspirera de ses œuvres pour ses premières compositions. Sur le célèbre tableau de Ilia Repine "Les musiciens slaves" qui représente 22 des plus éminents compositeurs russes, polonais et tchèques, Ogiński apparaît au côté de Chopin, Lipiński et Moniuszko.